# تانگوینلیس
تانگوینلیس (به انگلیسی: Tongwynlais) یک منطقهٔ مسکونی در بریتانیا است که در شهر و شهرستان کاردیف واقع شده‌است. تانگوینلیس ۱٬۹۵۰ نفر جمعیت دارد.